# Albrecht von Alvensleben (Hofbeamter)
Albrecht von Alvensleben (* 21. August 1879 in Ostrometzko; † 20. September 1945 in Nörten-Hardenberg) war ein deutscher Rittergutsbesitzer und Hofbeamter.

## Leben
Albrecht von Alvensleben war der zweite Sohn des Großgrundbesitzers, Hofbeamten und Parlamentariers Albrecht von Alvensleben-Schönborn und der Martha geb. von Schönborn. Nach dem Besuch der Ritterakademie Brandenburg studierte er an der Rheinischen Friedrich-Wilhelms-Universität Bonn und der Friedrichs-Universität Halle Rechts- und Kameralwissenschaften. 1900 wurde er Mitglied des Corps Borussia Bonn. Nach dem Studium und bestandenem Regierungsassessorexamen wurde er Pächter des väterlichen Besitzes Erxleben II, dessen Erbe er 1928 nach dem Tod seines Vaters wurde. Von Alvensleben war der letzte Erbtruchsess des Fürstentums Halberstadt.